# Хметевские
Хметевские (пол. Chmietewski) — древний дворянский род.
Восходит к первой половине XVI века. Иван и Владимир Тимофеевичи Хметевские по указу царя Ивана IV Васильевича были «испомещены (1550) в московских местах в числе тысячи лучших боярских детей». Внуки Владимира, Осип Евстигнеев (Солтанов) и Пётр Лукьянов, «за осадное московское сиденье» пожалованы  поместьями (1620).
Род записан в VI часть родословной книги Владимирской губернии.

## Описание герба
В щите, имеющем красное поле, горизонтально изображены три серебряные полосы, из которых на верхней видна звезда и под ней нижних двух полосах крепость с четырьмя зубцами, переменяющиеся, как звезда, так и крепость, вид свой на краске в серебро, а на полосах в красный цвет. Щит увенчан обыкновенным дворянским шлемом с дворянской на нём короной. Намёт на щите красный, подложен серебром.
Герб рода Хметевских внесён в Часть 5 Общего гербовника дворянских родов Всероссийской империи, стр. 47.

## Известные представители
- Хметевские: Осип и Иван Салтановичи — суздальские городовые дворяне (1627-1629).
- Хметевский Астафий Михайлович — московский дворянин (1640-1658).
- Хметевский Астафий Иванович — московский дворянин (1677).
- Хметевские: Фёдор Фёдорович и Иван Иванович — стряпчие (1683-1692).
- Хметевские: Иван Елизарович, Андрей Фёдорович — стольники (1689-1692)[3].

- Хметевские — дворянский род.
- Хметевский, Степан Петрович (1730—1800) — контр-адмирал, герой Чесменского морского сражения.
- Хметевский, Василий Андреевич (1698—после 1777) — мореплаватель, офицер российского императорского флота, участник Великой Северной экспедиции, Второй Камчатской экспедиции, исследователь Камчатки и Охотского моря, командир Камчатки, капитан 2 ранга.